# Полтавский район (Украина)
Полтавский район (укр. Полтавський район) — административная единица на востоке центральной части Полтавской области Украины. Административный центр — город Полтава.

## География
Полтавский район занимает восточную и юго-восточную часть Полтавской области.
С ним соседствуют Миргородский и Кременчугский районы Полтавской области, Ахтырский район Сумской области, Богодуховский и Красноградский районы Харьковской области, Днепровский район Днепропетровской области.
Площадь района — 10 858,6 км² (в старых границах до 2020 года — 1300 км²).
Через район протекают следующие крупные реки: Ворскла, Псёл, Орель, Мерла, Орчик, Коломак, Грунь-Ташань.

## История
Район образован 30 сентября 1930 года.
17 июля 2020 года в результате административно-территориальной реформы район был укрупнён, в его состав вошли территории:
- Полтавского района,
- Диканьского района,
- Карловского района,
- Кобелякского района (кроме западной части, включённой в Кременчугский район),
- Зеньковского района,
- Машевского района,
- Новосанжарского района,
- Котелевского района,
- Решетиловского района,
- Чутовского района,
- а также города областного значения Полтава.

## Население
Численность населения района в укрупнённых границах — 600,5 тыс. человек.
Численность населения района в границах до 17 июля 2020 года по состоянию на 1 января 2020 года — 68 174 человека (всё — сельское).

## Административное устройство
Район в укрупнённых границах с 17 июля 2020 года делится на 24 территориальные общины (громады), в том числе 5 городских, 8 поселковых и 11 сельских общин (в скобках — их административные центры):
- Городские:
  - Полтавская городская община (город Полтава),
  - Зеньковская городская община (город Зеньков),
  - Карловская городская община (город Карловка),
  - Кобелякская городская община (город Кобеляки),
  - Решетиловская городская община (город Решетиловка);
- Поселковые:
  - Беликская поселковая община (пгт Белики),
  - Диканьская поселковая община (пгт Диканька),
  - Котелевская поселковая община (пгт Котельва),
  - Машевская поселковая община (пгт Машевка),
  - Новосанжарская поселковая община (пгт Новые Санжары),
  - Опошнянская поселковая община (пгт Опошня),
  - Скороходовская поселковая община (пгт Скороходово),
  - Чутовская поселковая община (пгт Чутово);
- Сельские:
  - Великорублёвская сельская община (село Великая Рублёвка),
  - Драбиновская сельская община (село Драбиновка),
  - Коломацкая сельская община (село Коломацкое),
  - Ланновская сельская община (село Ланная),
  - Мартыновская сельская община (село Мартыновка),
  - Мачеховская сельская община (село Мачехи),
  - Михайловская сельская община (село Михайловка),
  - Нехворощанская сельская община (село Нехвороща),
  - Новосёловская сельская община (село Новосёловка),
  - Терешковская сельская община (село Терешки),
  - Щербаневская сельская община (село Щербани).

### История деления района

Район в старых границах до 17 июля 2020 года

В старых границах до 17 июля 2020 года район делился на местные советы:
| - Поселковых советов: 1 - Сельских советов: 26 | - Посёлков: 1 - Сёл: 147 |

Местные советы (в старых границах до 17 июля 2020 года):
| - Степнинский поселковый совет - Абазовский сельский совет - Бричковский сельский совет - Валковский сельский совет - Василевский сельский совет - Гожуловский сельский совет - Заворсклянский сельский совет - Калашниковский сельский совет - Ковалевский сельский совет - Коломацкий сельский совет - Мачеховский сельский совет - Надержинщинский сельский совет - Нестеренковский сельский совет | - Никольский сельский совет - Новосёловский сельский совет - Пальчиковский сельский совет - Руновщинский сельский совет - Семьяновский сельский совет - Судиевский сельский совет - Супруновский сельский совет - Тахтауловский сельский совет - Терешковский сельский совет - Тростянецкий сельский совет - Черкасовский сельский совет - Черноглазовский сельский совет - Щербаневский сельский совет |

Населённые пункты (в старых границах до 17 июля 2020 года):
| с. Абазовка с. Андреевка с. Андрушки с. Байрак с. Безручки с. Березовка с. Бершацкое с. Биологическое с. Божки с. Божково с. Божковское с. Бочановка с. Бричковка с. Бруновка с. Бугаевка с. Бузовая Пасковка с. Буланово с. Бурты с. Валок с. Василевка с. Васильцы с. Васьки с. Ватажково с. Вацы с. Великий Тростянец с. Вербовое с. Верхолы с. Высшие Ольшаны с. Вытевка с. Гаврилки с. Гвоздиковка с. Глобы с. Глухово с. Говтвянчик с. Гожулы с. Головач с. Головки | с. Гонтари с. Гора с. Горбаневка с. Грабиновка с. Гриневка с. Гутыревка с. Давыдовка с. Долина с. Дудниково с. Ежаковка с. Жуки с. Забаряны с. Заворскло с. Зализничное с. Затурино с. Зенцы с. Зоревка с. Ивашки с. Калашники с. Каплуновка с. Карнаухи с. Карпуси с. Кашубовка с. Квитковое с. Келебердовка с. Клименки с. Клюшники с. Ковалевка с. Кованчик с. Кованьковка с. Коломак с. Коломацкое с. Копылы с. Косточки с. Крюково с. Куклинцы с. Курилеховка | с. Лаврики с. Лозовка с. Лукищина с. Мазуровка с. Макарцовка с. Макуховка с. Малое Ладыжино с. Малое Никольское с. Малые Козубы с. Малый Тростянец с. Марковка с. Марьевка с. Мачехи с. Мильцы с. Миновка с. Михайлики с. Надержинщина с. Нестеренки с. Нижние Млыны с. Нижние Ольшаны с. Николаевка с. Никольское с. Новосёловка с. Носовка с. Олепиры с. Ольховщина с. Ольховый Рог с. Опошняны с. Очкановка с. Пальчиковка с. Пасковка с. Патлаевка с. Петрашёвка с. Петровка с. Писаренки с. Подлепичи с. Пожарная Балка | с. Портновка с. Рассошенцы с. Рожаевка с. Руновщина с. Сапожино с. Семьяновка с. Сердюки с. Сноповое с. Соломаховка с. Соседки с. Сосновка с. Степановка пос. Степное с. Ступки с. Судиевка с. Супруновка с. Сягайлы с. Тахтаулово с. Твердохлебы с. Терентиевка с. Терешки с. Терновщина с. Трирогово с. Тютюнники с. Уманцевка с. Фисуны с. Цибули с. Цыганское с. Червоная Долина с. Черкасовка с. Черноглазовка с. Шевченки с. Шилы с. Шмыгли с. Шостаки с. Щербани с. Яцынова Слободка |

Ликвидированные населённые пункты (в старых границах до 17 июля 2020 года):
| с. Великое Ладыжино |

## Экономика
На территории района расположено Абазовское газоконденсатное месторождение, Семенцовское газоконденсатное месторождение.

## Достопримечательности
- Памятники монументального искусства Полтавского района[укр.]
- Памятники истории Полтавского района[укр.]